# Rally-VM 1992
Rally-VM 1992 kördes över 14 omgångar och vanns av Carlos Sainz.

## Delsegrare
| Rally               | Vinnare           | Märke      |
| ------------------- | ----------------- | ---------- |
| Monte Carlo-rallyt  | Didier Auriol     | Lancia     |
| Svenska rallyt      | Mats Jonsson      | Toyota     |
| Portugisiska rallyt | Juha Kankkunen    | Lancia     |
| Safarirallyt        | Carlos Sainz      | Toyota     |
| Korsikanska rallyt  | Didier Auriol     | Lancia     |
| Akropolisrallyt     | Didier Auriol     | Lancia     |
| Nyzeeländska rallyt | Carlos Sainz      | Toyota     |
| Argentinska rallyt  | Didier Auriol     | Lancia     |
| Finska rallyt       | Didier Auriol     | Lancia     |
| Australienrallyt    | Didier Auriol     | Lancia     |
| Sanremorallyt       | Andrea Aghini     | Lancia     |
| Elfenbenskustrallyt | Kenjiro Shinozuka | Mitsubishi |
| Katalanska rallyt   | Carlos Sainz      | Toyota     |
| Brittiska rallyt    | Carlos Sainz      | Toyota     |

## Slutställning
| Plats | Förare            | Märke  | Poäng |
| ----- | ----------------- | ------ | ----- |
| 1     | Carlos Sainz      | Toyota | 144   |
| 2     | Juha Kankkunen    | Lancia | 132   |
| 3     | Didier Auriol     | Lancia | 121   |
| 4     | Miki Biasion      | Ford   | 60    |
| 5     | Markku Alén       | Toyota | 50    |
| 6     | François Delecour | Ford   | 45    |